# Girolamo Macchietti

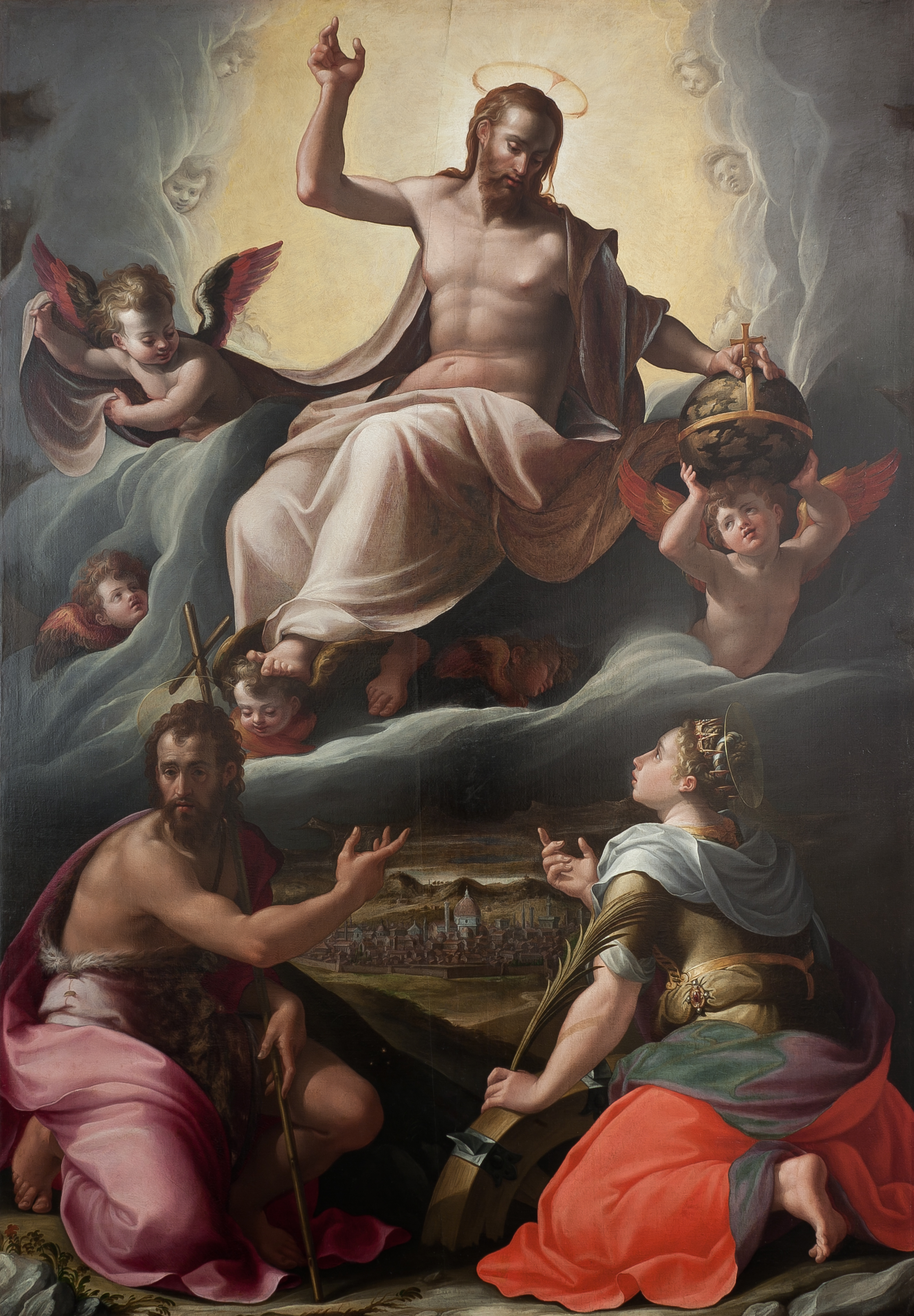
Pala Lioni.

Girolamo Macchietti ou encore Girolamo Macchietti del Crocefissaio (né entre 1535 et 1541 à Florence - mort dans la même ville en 1592) est un peintre maniériste italien du XVIe siècle, qui a été le pupille de Michele Tosini.

## Biographie
Entre 1556 et 1562, Girolamo Macchietti est l'assistant de Giorgio Vasari pour la décoration du Palazzo Vecchio, où il travaille avec Mirabello Cavalori.
Il participe sous la direction de Vasari à la décoration du Studiolo de François Ier de Médicis avec deux toiles, Jason et Médée (1570) et Les Bains de Pouzzoles (1572).
Il peint le retable du Martyre de saint Laurent pour Santa Maria Novella.
En 1577, il complète L'Apothéose de saint Laurent pour la cathédrale d'Empoli.
Il voyage à Rome et part deux ans en Espagne (1587-1589) mais aucun de ses travaux ne nous est parvenu de cette période.

## Œuvres
- Vénus et Adonis (1560), Palais Pitti, Florence[1]
- Pala Lioni (1562–1568), Villa Lioni-Michelozzi-Roti-Clavarino, Florence,
- L'Epiphanie, (1568), San Lorenzo, Florence,
- Jason et Medée (1570–1572), Studiolo de François Ier, Palazzo Vecchio, Florence
- Les Bains de Pouzzoles (1570–1572), Studiolo de François Ier, Palazzo Vecchio, Florence
- Le Martyre de saint Laurent (1573), Santa Maria Novella, Florence
- La Ceinture de la Vierge (1574), Santa Agata, Florence
- L'Apothéose de saint Laurent (1577), Cathedrale d'Empoli,
- Allégorie de la Prudence, Collection privée, anciennement attribuée à Vasari,
- Crucifixion (1590), San Giovanni, Scopoli,
- Le Martyre de sainte Christine, en collaboration avec Mirabello Cavalori, Whitfield Fine Art, Londres,
- Portrait de Bianca Cappello (1579-1583), huile sur panneau, 99 × 73 cm, Musée du palais Mansi, Lucques,
- Portrait de Laurent le magnifique

## Source de traduction
- (en) Cet article est partiellement ou en totalité issu de l’article de Wikipédia en anglais intitulé « Girolamo Macchietti » (voir la liste des auteurs) dans sa version du 15 avril 2007.